# Michael Willmann
Michael Leopold Lukas Willmann (* 27. September 1630 in Königsberg; † 26. August 1706 in Leubus, Herzogtum Wohlau, Schlesien) gehört zu den erfolgreichsten deutschen Malern der Barockzeit.

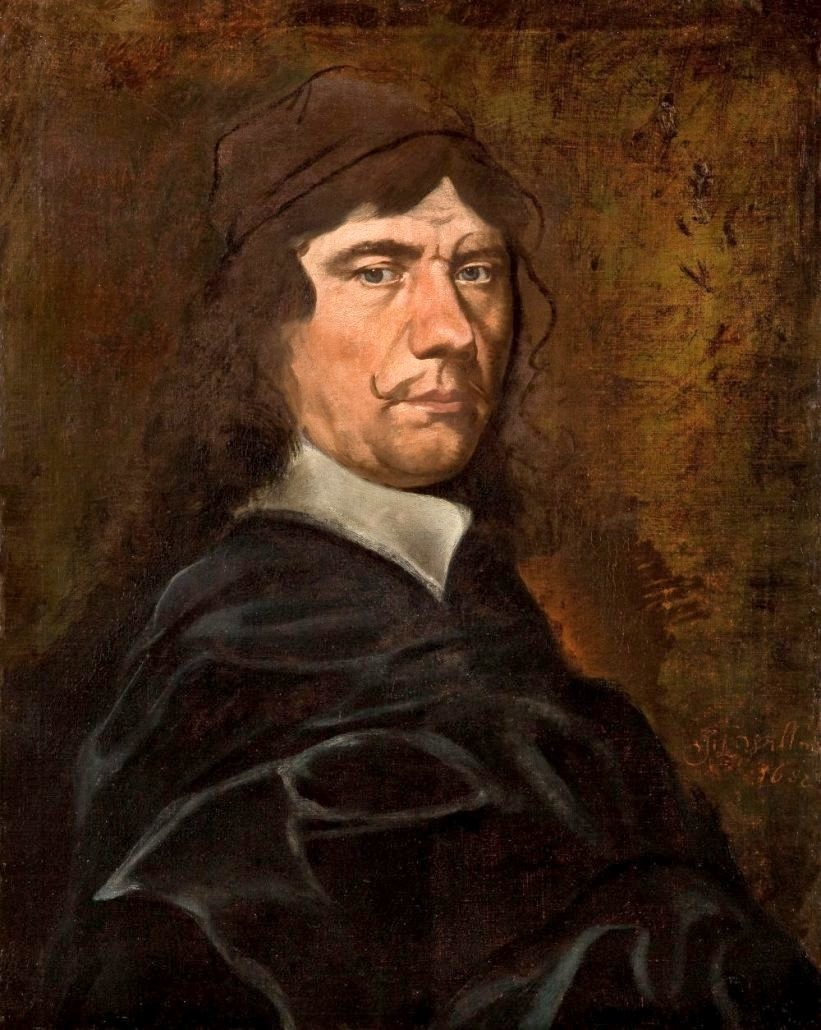
Selbstbildnis (1682)

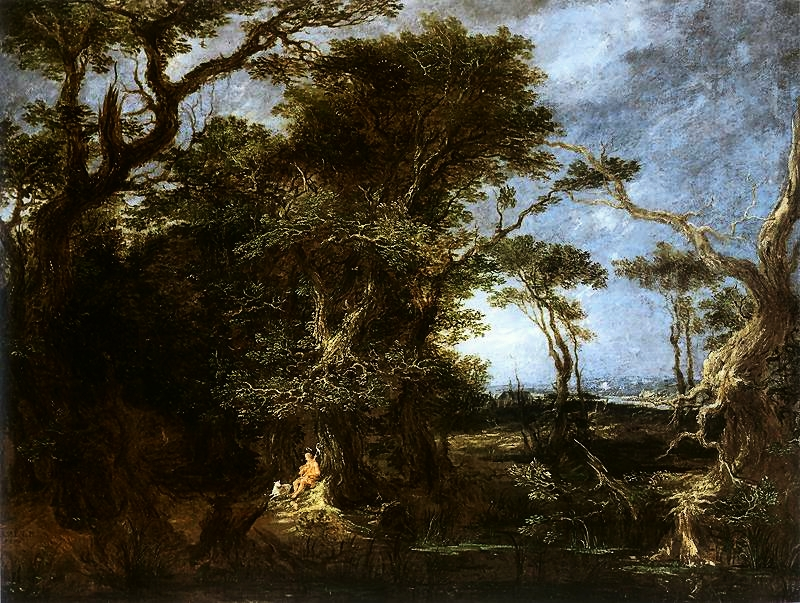
Landschaft mit dem Hl. Johannes, 1656, Nationalmuseum in Warschau

## Werdegang und Werkstatt

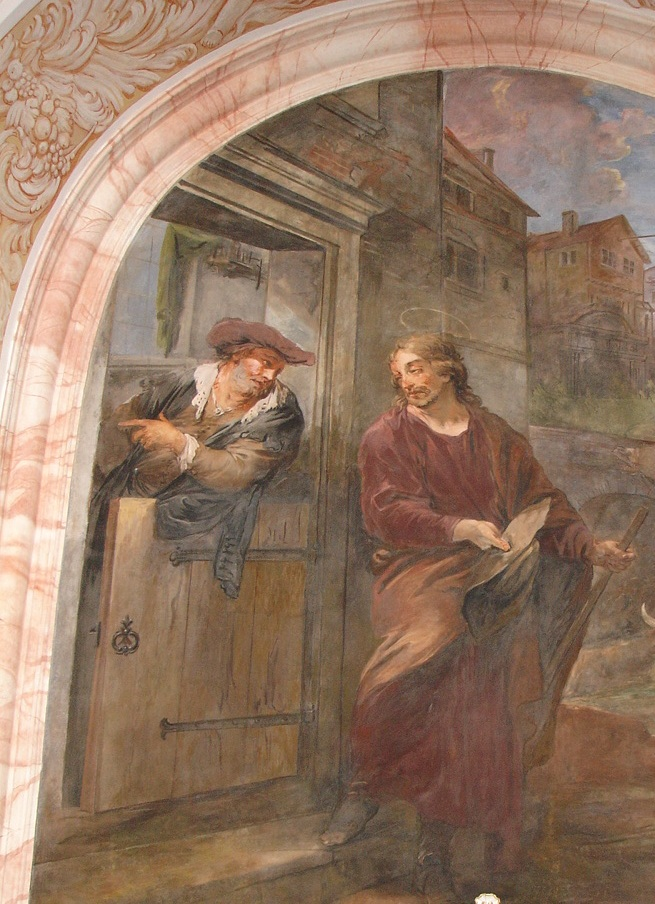
St.-Josephs-Kirche Kloster Grüssau: Ausschnitt eines Gemäldes aus der Seitenkapelle mit Selbstporträt Michael Willmanns (links)

Nach der Ausbildung bei seinem Vater, dem Maler Christian Peter Willmann, ging Willmann um 1650 in die Niederlande, um dort die Kunst der großen Meister kennenzulernen. Es waren vor allem die Werke von Rembrandt, Rubens und van Dyck, von denen er sich inspirieren ließ. Aus finanziellen Gründen konnte er sich eine Ausbildung im Atelier eines bekannten Malers nicht leisten.
Nach etwa zweijährigem Aufenthalt kehrte er nach Königsberg zurück, legte die Meisterprüfung ab und begab sich auf Wanderschaft. Über Danzig ging er nach Prag, wo er von 1653 bis 1655 lebte. Anschließend arbeitete er etwa ein Jahr in Breslau. Aus dieser Zeit stammen die ersten bekannten Gemälde, die er im Auftrag des Abtes Arnold Freiberger für das niederschlesische Zisterzienserkloster Leubus schuf, das schon bald seine wichtigste Schaffensstätte werden sollte.
Von 1657 bis 1658 war er in Berlin, wurde Kurfürstlicher Hofmaler und malte für Friedrich Wilhelm von Brandenburg, den Großen Kurfürsten, mythologische Gemälde, die vermutlich für dessen Residenz in Königsberg bestimmt waren. Vom Großen Kurfürsten malte er 1682 eine Apotheose. Das wertvolle Gemälde wurde in einer „unglaublichen Odyssee“ aus Königsberg gerettet.  Im Jahre 1660 ließ er sich in Leubus nieder, weil er umfangreiche Aufträge für die Klosterkirche erhielt, die ihm den Aufbau einer großen Werkstatt ermöglichten.
Durch die Werkstatt, die nach niederländischem Vorbild organisiert war und für die barocke Malerei in Schlesien entscheidend wurde, verbreitete sich schnell der Ruhm seiner monumentalen Malerei. Es folgten weitere Aufträge der Zisterzienser für ihre Abteien in Grüssau, Heinrichau, Kamenz, Rauden und Himmelwitz. Willmanns künstlerische Ausdruckskraft kam der gegenreformatorischen Bewegung entgegen. Außerdem waren die Zisterzienserklöster um diese Zeit künstlerische Zentren, deren Äbte auch durch die Kunst ihren fürstenähnlichen, gesellschaftlichen Status manifestieren wollten.
Willmann wurde zum führenden Maler Schlesiens. Durch seine künstlerische Ausdruckskraft, seine technische Gewandtheit und Schnelligkeit erhielt er weitere große Aufträge vom Breslauer Patriziat und von Adelsfamilien und Ordenseinrichtungen in Böhmen. Bei diesen Aufträgen lernte er Peter Johann Brandl und Wenzel Lorenz Reiner kennen, die stark von Willmanns Malerei beeinflusst wurden und beide später auch in Schlesien tätig waren. Auch für nachfolgende Generationen von Malern wurde Willmann zum Vorbild.
Willmanns Werkstatt zählte viele Mitarbeiter, zu denen auch sein Sohn Michael Leopold Willmann d. J., seine Tochter Anna Elisabeth, deren Mann Christian Neunhertz und deren Sohn Georg Wilhelm Neunhertz sowie Johann Kretschmer aus Glogau, Johann Jacob Eybelwieser aus Breslau, der Zisterzienser Jacob Arlet aus Grüssau und Willmanns Stiefsohn Johann Christoph Lischka gehörten. Gemeinsam mit Schülern und Helfern schuf Willmann im Laufe seines Lebens mehr als 500 Gemälde und Fresken. Zahlreiche Zeichnungen für Graphiken, die von anderen Kupferstechern ausgeführt wurden, stammen von ihm und seiner Werkstatt.

## Persönliches
Willmann heiratete 1662 Helena Regina Lischka aus Prag, konvertierte kurze Zeit später vom Calvinismus zum Katholizismus und nahm dabei vermutlich die Taufnamen Leopold (nach dem herrschenden Kaiser) und Lukas (nach dem Schutzheiligen der Maler) an. Er gelangte zu Wohlstand und konnte ein Landgut bei Leubus erwerben. Seinem Sohn und seinem Stiefsohn ermöglichte er Studienaufenthalte in Italien.
Willmanns Ruhm war von überörtlicher Bedeutung. Noch zu Lebzeiten wurde seine Biographie in Sandrarts „Teutsche Academie der edlen Bau-, Bild und Malereikünste“ aufgenommen. Er starb 1706 als ein hoch geehrter Künstler. Seine letzte Ruhestätte fand er in der Klostergruft von Leubus, wo er wegen seiner Verdienste neben den Äbten bestattet wurde. Seine mumifizierte Leiche ist bis heute erhalten.
Die Werkstatt wurde – nachdem auch sein Sohn im selben Jahr starb – von seinem Stiefsohn Johann Christoph Lischka bis 1712, danach von Willmanns Enkel Georg Wilhelm Neunhertz bis 1724 weiter geführt. Willmanns Wohnhaus wurde 1849 bei einem Großbrand vernichtet.

## Werke

### Für die Abtei Leubus
Die Abtei Leubus wurde 1810 säkularisiert. Archiv, Bibliothek und Kunstschätze (darunter 63 Gemälde von Willmann) wurden zum größten Teil den staatlichen Sammlungen Breslaus einverleibt. Die einzigartige barocke Ausstattung der Kirche aus den Werkstätten Willmanns ist nicht mehr am Ort erhalten. Das Hauptaltargemälde Mariä Himmelfahrt befindet sich in Pyry bei Warschau. Von den angenommenen 43 Gemälden Willmanns und seiner Werkstatt sind drei im Besitz des Nationalmuseums Warschau, 28 hängen in Warschauer Kirchen und Klöstern, die übrigen werden im Nationalmuseum Breslau aufbewahrt. Das Gemälde Hl. Jakobus aus der St.-Jakobus-Kirche gilt als verschollen.
- Stiftskirche Mariä Himmelfahrt (Kościół klasztorny Wniebowzięcia NMP): Wandmalereien in jeweils vier Medaillons mit Szenen aus dem Leben der Heiligen
- Prälatur: Fresken Der zwölfjährige Jesus im Tempel und Heilige Familie
- Sommerrefektorium: Fresko Triumph des Tugendhelden
- Pfarrkirche St. Valentin (Kościół Św. Walentego): Altargemälde der Kapellen Kreuzigung und Maria Immaculata; Brustbilder der Zwölf Apostel mit Salvator Mundi-Zyklus nach van Dyck (bis 1807 in der Pfarrkirche St. Jakobus)

### In anderen Orten in Niederschlesien

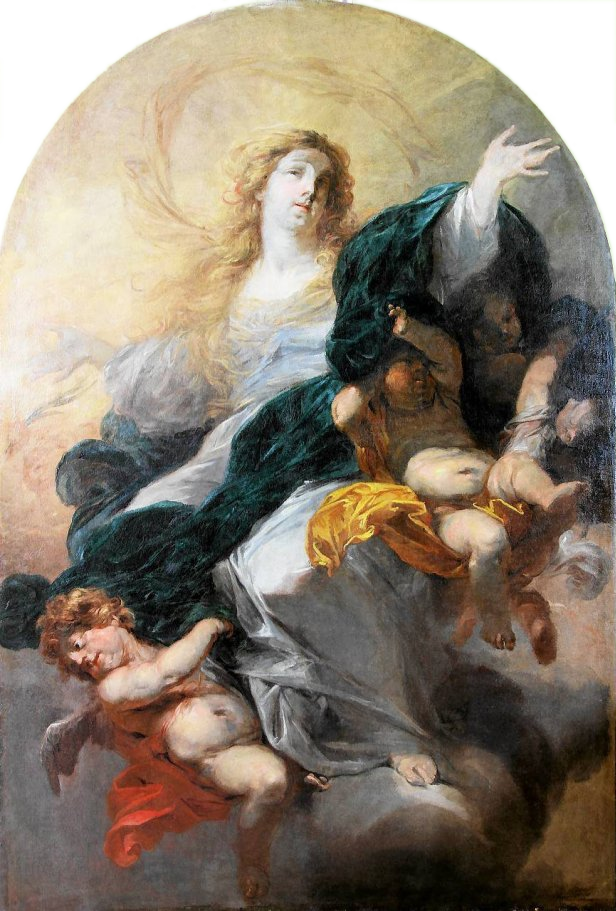
Das Gemälde Mariä Himmelfahrt aus Preichau (Przychowa) wurde 2012 als eigenhändiges Werk Willmanns identifiziert und restauriert.

- Bad Warmbrunn, Pfarrkirche St. Johannes der Täufer (Kościół Św. Jana Chrzciciela): Hochaltarbild Mariä Himmelfahrt; im Langhaus an den Pfeilern: Gemälde der Zwölf Apostel
- Bargen (Barkowo), Hochaltargemälde Jesuskind (nicht mehr vorhanden)
- Breslau, Ursulinenkirche (Kościół Urszulanek): Gemälde Tod der Hl. Ursula und Vision des Hl. Franz Xaver
- Grüssau, ehem. Zisterzienserabtei und ehem. Stiftskirche: Seitengemälde Zwölf Propheten und Zwölf Sybillen Der weinende Petrus und Die weinende Maria Magdalena (später Sammlung Baron Durant, Breslau); St. Josephskirche: Freskenzyklus Sieben Schmerzen und Sieben Freuden des Hl. Joseph mit Selbstporträt Willmanns in der Szene Suche einer Lagerstatt in Bethlehem; an der Südwand der Empore zwei Ölgemälde: Geißelung und Ecce Homo
- Heinrichau, Klosterkirche: Hochaltargemälde Geburt Christi in der Vision des Hl. Bernhard und Erlöser der Welt, Seitenaltargemälde Anbetung der Könige, Christus heilt Kranke und Aussätzige, Verurteilung und Kreuzigung Christi und Maria Magdalena salbt die Füße Christi; St.-Josephs-Kapelle: Altargemälde; Dreifaltigkeits-Kapelle: Altargemälde; Fürstensaal: Wandmalereien; Kirche St. Martin (Kościół Św. Marcina): Hauptaltargemälde Mariä Himmelfahrt
- Jäschgüttel (Jaszkotle), Pfarrkirche Christi Himmelfahrt (Kościół Wniebowstąpienia Pańskiego): Seitenaltargemälde Geißelung (nach einem Gemälde von van Dyck)
- Jauer, Pfarrkirche St. Martin (Kościół Św. Marcina): Seitenaltäre mit Gemälde der Muttergottes und Hl. Dreifaltigkeit
- Kamenz, Kirche Mariä Himmelfahrt (Kościół Wniebowzięcia NMP): Gemälde des linken Seitenaltars Flucht nach Ägypten
- Liegnitz, Pfarrkirche Johannes der Täufer (Kościół Św. Jana Chrzciciela): Gemälde Hl. Johannes Nepomuk
- Lobris (Luboradz), Schlosskapelle: Wandgemälde (gegenwärtig im Nationalmuseum Warschau)
- Neuen, Kirche St. Laurentius (Kościół Św. Wawrzyńca): Altargemälde
- Parchwitz (Prochowice), Pfarrkirche Johannes der Täufer (Kościół Św. Jana Chrzciciela): Hauptaltargemälde Schutzengel (1990 geraubt)
- Preichau (Przychowa), Pfarrkirche St. Laurentius: Gemälde Mariä Himmelfahrt
- Polsnitz (Pełcznica), Kirche St. Nikolaus (Kościół Św. Mikołaja): Hauptaltargemälde Hl. Nikolaus
- Schosnitz (Sośnica), Pfarrkirche Hl. Kreuzerhöhung (Kościół Podwyższenia Krzyża Św.): Gemälde Martyrium der Hl. Barbara (Kopie nach Willmann)
- Sagan, Pfarrkirche Mariä Himmelfahrt (Kościół Wniebowzięcia NMP): Seitenaltargemälde Christus am Ölberg
- Schweidnitz, Dom St. Stanislaus und Wenzel (Katedra ŚŚ. Stanisława i Wacława): Gemälde Tod des Hl. Wenzel
- Seitsch, Pfarrkirche St. Martin (Kościół Św. Marcina): Hauptaltargemälde Mariä Himmelfahrt
- Trebnitz, Klosterkirche: Gemäldezyklus Das Leben der Hl. Hedwig, Altargemälde Hl. Christina
- Voigsdorf (Wojcieszyce), Pfarrkirche St. Barbara (Kościół Św. Barbary): Hauptaltargemälde Enthauptung der Hl. Barbara
- Wartha, Wallfahrtskirche: Hochaltargemälde Mariä Heimsuchung
- Wohlau, Pfarrkirche St. Borromäus (Kościół Św. Karola Boromeusza): Gemälde Christus am Ölberg

### In Oberschlesien
- Kloster Rauden, Ehem. Zisterzienserkirche Mariä Himmelfahrt (Kościół Wniebowzięcia NMP): Seitenaltargemälde Hl. Benedikt und Hl. Bernhard
- Himmelwitz, Ehem. Zisterzienserkirche Mariä Himmelfahrt (Kościół Wniebowzięcia NMP): Gemälde des Rokoko-Altars; St.-Josephs-Kapelle: Altargemälde Heilige Sippe
- Karstenhütte (Rybnik-Ligocka Kużnia), Pfarrkirche St. Laurentius (Kościół Św. Wawrzyńca): Hauptaltargemälde Martyrium des Hl. Laurentius. Die Kirche stand bis 1975 in Boguszowice, wurde dann verlegt.
- Ottmachau: Pfarrkirche St. Nikolaus (Kościół Św. Mikołaja): Altargemälde Der Hl. Nikolaus segnet die Schiffbrüchigen; Seitenaltargemälde Enthauptung des Johannes des Täufers
- Steinsdorf (Ścinawa Nyska): Gemäldezyklus Christus als Salvator Mundi und Apostelgemälde
- Ziegenhals: Pfarrkirche St. Laurentius (Kościół Św. Wawrzyńca): Beweinung Christi (Kopie eines van Dyck-Gemäldes)

### In Böhmen
- Kreuzherrenkirche Prag: Seitenaltargemälde „Erhöhung des Heiligen Kreuzes“ und Gemälde „Vertreibung der Händler aus dem Tempel“[3]
- Kloster Strahov, Klosterkirche Mariä Himmelfahrt: Altargemälde
- Kloster Sedletz, Klosterkirche: Ermordung des Hl. Wenzel
- Kloster Ossegg, Klosterkirche Mariä Himmelfahrt: Altarbilder Martyrium des Hl. Sebastian und Martyrium des Hl. Mauritius

### In Galerien
- Breslau, Nationalmuseum: zahlreiche Gemälde
- Brieg, Museum: mehrere Gemälde (aus dem Nationalmuseum Breslau)
- Warschau, Nationalmuseum: Wandgemälde aus der Schlosskapelle Lobris (Luboradz)
- Einzelne Werke finden sich auch in den Galerien in Augsburg, Berlin, Graz, Görlitz, Nürnberg und Prag

## Grüssauer Passionsbuch
- Für das Grüssauer Passionsbuch schuf Willmann 32 kleinformatige Zeichnungen zur Passionsgeschichte.